# Ана Бърнабич
Ана Бърнабич (на сръбски: Ана Брнабић) е сръбски политик, бивша министър-председателка на Сърбия от 29 юни 2017 до 20 март 2024 г.

## Биография
Родена е на 28 септември 1975 г. в Белград, Югославия (дн. Сърбия). Тя е лесбийка.
През 1994 г. завършва средно училище №5 в Белград. Получава висше образование в Хълския университет във Великобритания и работи десет години с международни организации, чуждестранни инвеститори, местни самоуправляващи се звена и публичния сектор в Сърбия. До 1998 г. тя учи бизнес мениджмънт в университета Нортууд в Мичиган, САЩ, където получава бакалавърска степен по бизнес администрация.
През 2001 г. се завръща в Сърбия, където работи в Сръбската програма за развитие на селското стопанство (под егидата на Европейския съюз), а след това в консултантска дейност. От 2002 до 2011 г. работи в Американската агенция за международно развитие. От 2011 г. работи в американската компания Continental Wind Serbia, като от януари 2013 г. е неин директор. Бърнабич помага за основаването на Националния алианс за местно икономическо развитие през 2006 г., а през 2013 г. става негов вицепрезидент. Три години по-късно става и президент на организацията.
През 2007 г. Ана Бърнабич става съветник на директора в Координационния орган на сръбското правителство за общностите на Прешево, Буяновац и Медвежа, чийто предмет на дейност е да изследва последиците от конфликтите в Прешевската долина и Косово.
През август 2016 г. е назначена за министър на държавната администрация и местното самоуправление в правителството на Сърбия. Освен това е председателка на Съвета за иновативно предприемачество и информационни технологии на правителството на Сърбия, както и на Републиканския съвет за национални малцинства и заместник-председателка на Републиканския съвет за реформа на публичната администрация.
След президентските избори през 2017 г., на които действащият премиер Александър Вучич печели, Бърнабич е предложена от него за поста министър-председател на Сърбия. На 15 юни 2017 г. сръбският президент Александър Вучич назначава Бърнабич за министър-председател на Сърбия.
Ана Бърнабич никога не е била член на партия. В същото време тя е член на белградската асоциация „East West Bridge”, която е част от Тристранната комисия.
Бърнабич е първият ЛГБТ министър-председател на Сърбия.

## Награди
Бърнабич е получила редица отличия за проекти за развитие, по които е работила, насърчавайки социално отговорни бизнес практики и толерантност. Наградена е също с орден на Република Сръбска.

## Семейство
Дядото на Ана по бащина линия е Антон Бърнабич – етнически хърватин от остров Крък. Баба и дядо ѝ по майчина линия са родом от град Бабушница в Южна Сърбия.